# Vadu Dobrii, Hunedoara
Vadu Dobrii este un sat în comuna Bunila din județul Hunedoara, Transilvania, România.